# جيوفاني كودرينغتون
جيوفاني كودرينغتون (بالهولندية: Giovanni Codrington)‏ هو عداء سريع هولندي، ولد في 17 يوليو 1988 في باراماريبو في سورينام.

## وصلات خارجية
- جيوفاني كودرينغتون على موقع الاتحاد الدولي لألعاب القوى (الإنجليزية)
- جيوفاني كودرينغتون على موقع الدوري الماسي (الإنجليزية)
- جيوفاني كودرينغتون على موقع اللجنة الأولمبية الدولية (الإنجليزية)
- جيوفاني كودرينغتون على موقع أوليمبيديا (الإنجليزية)